# Anemia imbricata
Anemia imbricata là một loài dương xỉ trong họ Anemiaceae. Loài này được J.W. Sturm mô tả khoa học đầu tiên.